# Героический капитализм
Героический капитализм, или динамический капитализм, — концепция итальянского фашизма. В 1933 году Бенито Муссолини заявил, что капитализм начался с динамического, или героического капитализма (1830—1870), затем его заменил статический капитализм (1870—1914), а затем достиг окончательной формы, декадентский капитализм, известный также как суперкапитализм, который начался в 1914 году. Муссолини утверждал, что, хотя он не поддерживает этот тип капитализма, по его мнению, он весьма динамичен. Фашисты считают, что героический капитализм внёс большой вклад в индустриализацию и технический прогресс, но утверждал, что система героического капитализма не может сочетаться с суперкапитализмом, так как он несовместим с сельским хозяйством Италии.
Муссолини утверждал, что перерастание героического капитализма в статический можно было бы избежать, если бы концепция экономического индивидуализма была заброшена, и если бы был введён государственный надзор за экономикой. Итальянский фашизм представил экономическую систему корпоративизма как решение, которое позволило бы сохранить частные инициативы и частную собственность, а также позволила государству и синдикалистам вмешиваться в экономику, когда частная инициатива проваливалась. Эта система позволяла также национализацию в случае необходимости и наибольшем участии сотрудников во всех аспектах деятельности компании, а также в полезности данной компании.